# کانتچانابوری
کانتچانابوری (به لاتین: Kanchanaburi) یک منطقهٔ مسکونی در تایلند است که در شهرستان مینگ کانتچانابوری واقع شده‌است. کانتچانابوری ۳۱٬۳۲۷ نفر جمعیت دارد و ۳۰ متر بالاتر از سطح دریا واقع شده‌است.